# Odessey and Oracle
Odessey and Oracle är ett musikalbum av The Zombies utgivet i april 1968 i Europa, och i juni 1968 i USA. Det var gruppens andra officiella studioalbum. Albumet blev ingen omedelbar succé vid lanseringen. Det var först ett år senare då man gav ut "Time of the Season" som singel i USA det började sälja. Detta album brukar räknas som ett av de bästa brittiska musikalbumen från slutet av 1960-talet, mycket på grund av de fina musikaliska arrangemangen och texterna. Albumet blev listat som #100 i magasinet Rolling Stones lista The 500 Greatest Albums of All Time. Många nyutgåvor av albumet har senare givits ut, och originalutgåvor av albumet har blivit samlarobjekt.
Skivan spelades in från juni till november 1967, mestadels på Abbey Road Studios. Låten "Care of Cell 44" släpptes som första singel från albumet i Storbritannien redan 1967, men blev ingen hit. Låtens text är utformad som ett brev från en person vars partner sitter i fängelse. Det var nära att albumet över huvud taget inte lanserades i USA, men Al Kooper övertalade amerikanska CBS-ledningen att släppa skivan där på ett av deras mindre bolag, Date Records. På albumomslagen är "odyssey" felstavat till "odessey" på grund av en feltolkning från albumdesignern, men man valde att behålla den "nya" titeln på albumet.

## Låtlista
(kompositör inom parentes)
1. "Care of Cell 44" (Argent) - 3:56
2. "A Rose for Emily" (Argent) - 2:18
3. "Maybe After He's Gone" (White) - 2:33
4. "Beechwood Park" (White) - 2:44
5. "Brief Candles" (White) - 3:30
6. "Hung up on a Dream" (Argent) - 3:01
7. "Changes" (White) - 3:19
8. "I Want Her She Wants Me" (Argent) - 2:51
9. "This Will Be Our Year" (White) - 2:07
10. "Butcher's Tale" (White) - 2:47
11. "Friends of Mine" (White) - 2:17
12. "Time of the Season" (Argent) - 3:32

## Listplaceringar
- Billboard 200, USA: #95[2]